# Chiyoko Katori
Pour les articles homonymes, voir Katsuragi (homonymie).
Chiyoko Katori (香取千代子, Katori Chiyoko), née le 22 août 1913 à Tokyo et morte à une date inconnue, est une actrice japonaise.

## Biographie
Chiyoko Katori a interprété vingt-trois rôles au cinéma entre 1930 et 1940.

## Filmographie

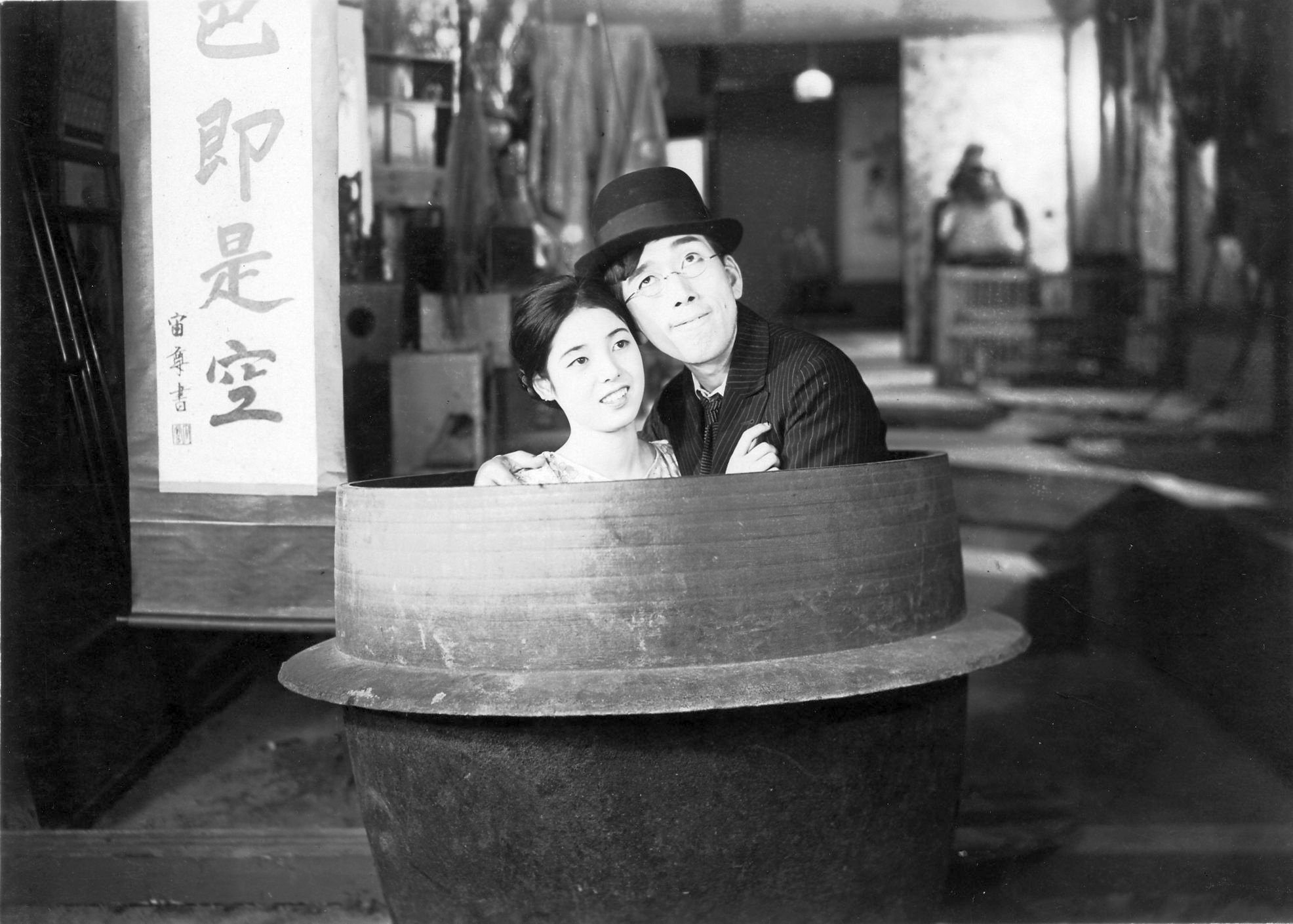
Chiyoko Katori et Atsushi Watanabe dans Ishikawa Goemon no hōji (1930).

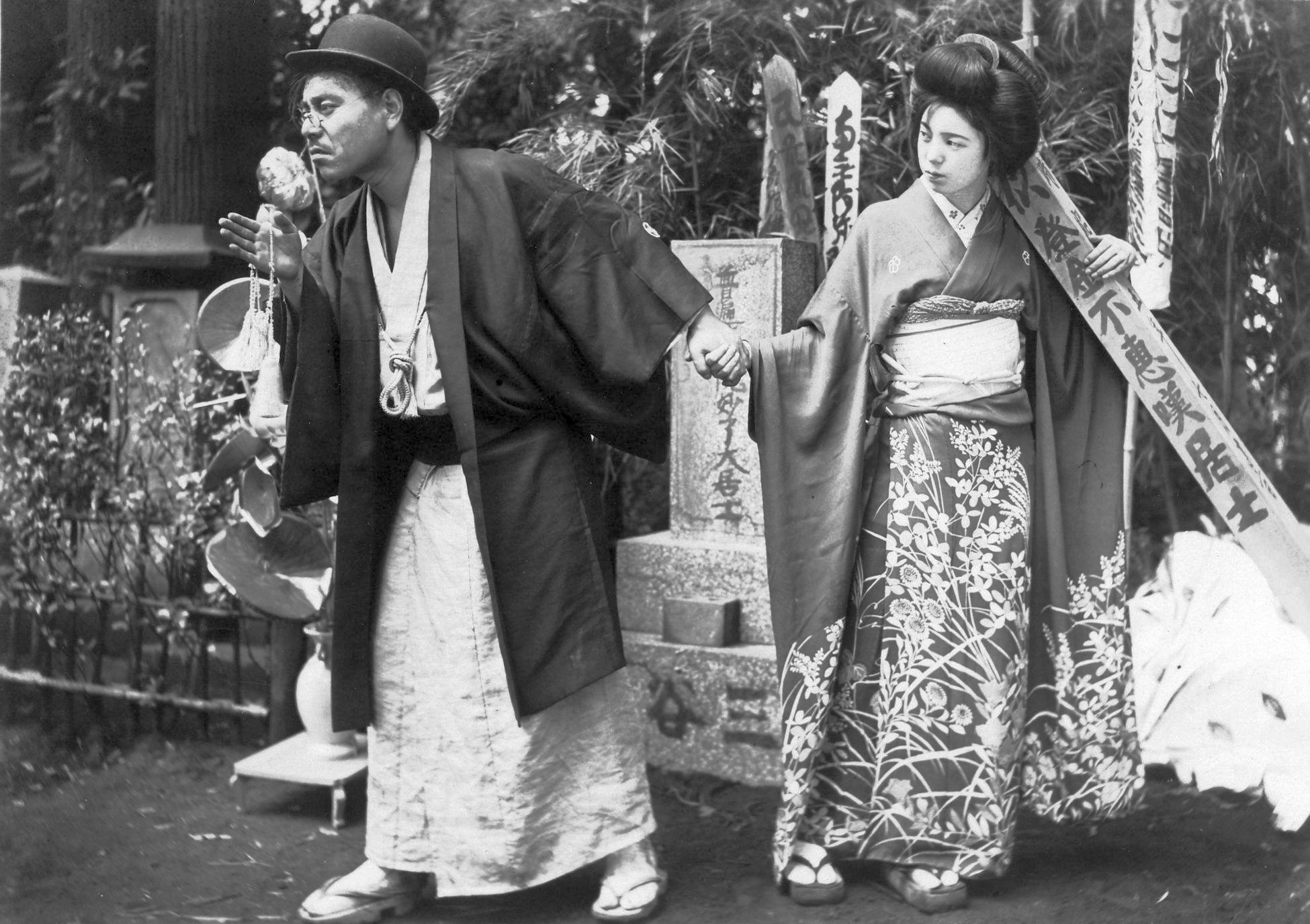
Takeshi Sakamoto et Chiyoko Katori dans Ishikawa Goemon no hōji (1930).

Sauf indication contraire, la filmographie de Chiyoko Katori est établie à partir de la base de données JMDb.
- 1930 : Ishikawa Goemon no hōji (石川五右衛門の法事?) de Torajirō Saitō : Sayoko
- 1931 : Kimi koishi kane koishi (君恋し金恋し?) de Keisuke Sasaki
- 1931 : Shin'ya no tameiki (深夜の溜息?) de Torajirō Saitō
- 1932 : Yoru wa o shizuka ni (夜はお静かに?) de Yasushi Sasaki
- 1932 : Kuma no yatsu kire jiken (熊の八ツ切り事件?) de Torajirō Saitō
- 1932 : Mura no gaika (村の凱歌?) de Kennosuke Nishijima
- 1932 : Toko Chō-san (トコ張さん?) de Torajirō Saitō
- 1933 : Mon épouse coiffée (僕の丸髷, Boku no marumage?) de Mikio Naruse
- 1934 : Genkan-ban to ojōsan (玄関番とお嬢さん?) de Hiromasa Nomura
- 1934 : La Rue sans fin (限りなき舗道, Kagiri naki hodō?) de Mikio Naruse
- 1934 : Kaishain kakka (会社員閣下?) de Sentarō Katsuura
- 1934 : Onna no kaoyaku (女の顔役?) de Yasushi Sasaki
- 1934 : Le Jeune Universitaire IV (大学の若旦那・日本晴れ, Daigaku no wakadanna: Nihonbare?) de Hiroshi Shimizu
- 1935 : Un héros de Tokyo (東京の英雄, Tōkyō no eiyū?) de Hiroshi Shimizu
- 1935 : Lui, elle et les jeunes gens (彼と彼女と少年達, Kare to kanojo to shōnentachi?) de Hiroshi Shimizu
- 1935 : Okoto et Sasuke (春琴抄 お琴と佐助, Shunkinshō: Okoto to Sasuke?) de Yasujirō Shimazu
- 1936 : Hommes contre femmes (男性対女性, Dansei tai josei?) de Yasujirō Shimazu
- 1937 : Momoko no teisō (桃子の貞操?) de Shūzō Fukada
- 1937 : Kagayaku shin tenchi (輝く新天地?) de Sentarō Katsuura
- 1939 : Kenka hanazakari (喧嘩花盛り?) d'Isao Numanami
- 1939 : Aijō hitosujimichi (愛情一筋道?) de Kōichi Takagi
- 1939 : Haha koi chidori (母恋千鳥?) de Masaki Suyama
- 1940 : Nanshin josei (南進女性?) de Yoshihito Ochiai